# Bentzin
Bentzin là một đô thị thuộc huyện Vorpommern-Greifswald (trước thuộc Demmin), bang Mecklenburg-Vorpommern, Đức. Đô thị Bentzin có diện tích 36,76 km², dân số thời điểm ngày 31 tháng 12 năm 2006 là 949 người.